# IC 3957
IC 3957 је елиптична галаксија у сазвјежђу Береникина коса која се налази на листи објеката дубоког неба у Индекс каталогу.
Деклинација објекта је + 27° 46' 0" а ректасцензија 12h 59m 7,5s. Привидна величина (магнитуда) објекта IC 3957 износи 14,6 а фотографска магнитуда 15,6. Налази се на удаљености од 94,383 милиона парсека од Сунца. IC 3957 је још познат и под ознакама MCG 5-31-60, CGCG 160-218, DRCG 27-70, PGC 44554.